# Haus zum Kurfürsten

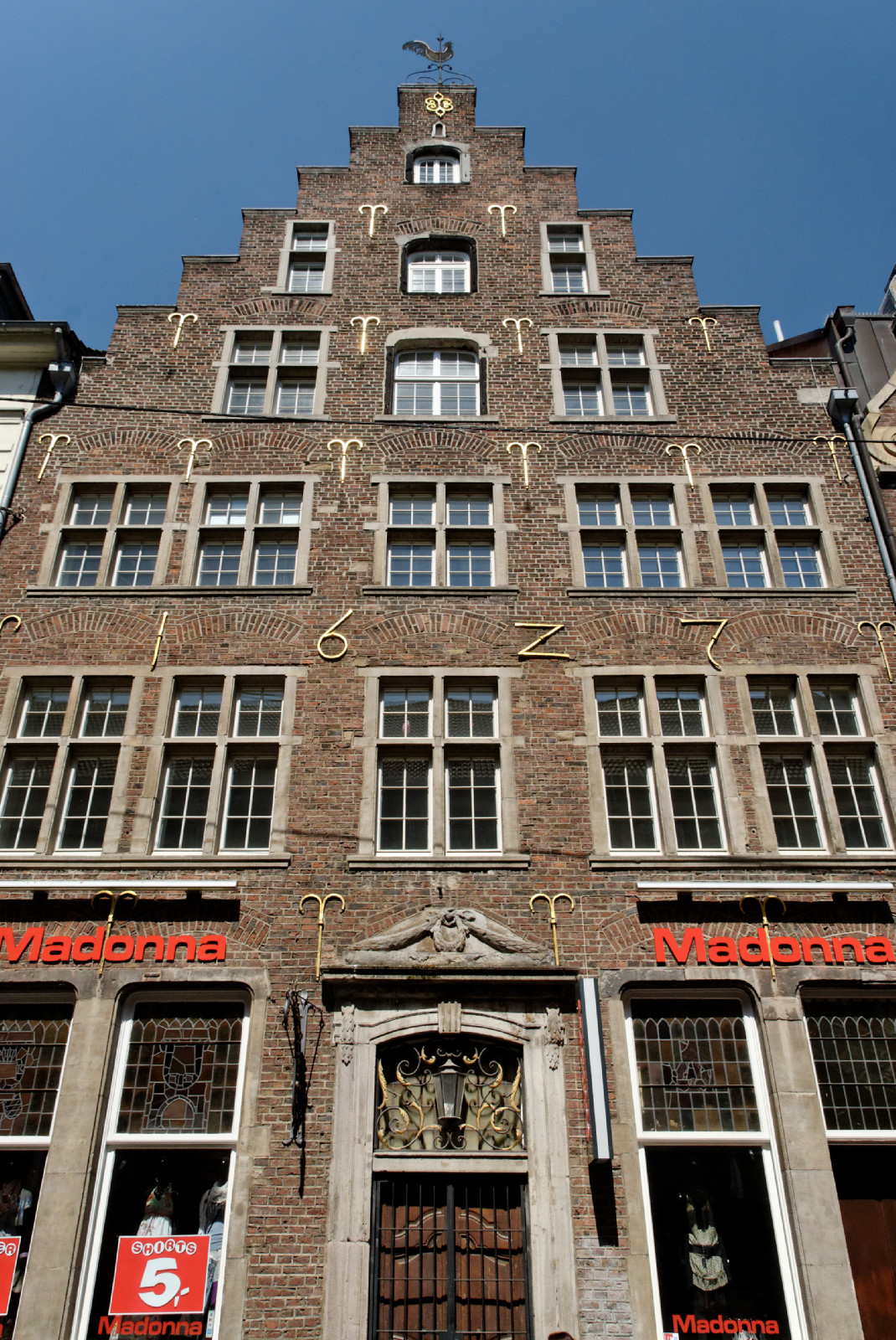
Haus Zum Kurfürsten

Das Haus zum Kurfürsten (frühere Schreibweise Haus Zum Churfürsten) ist an der Flinger Straße 36 im Stadtteil Altstadt der nordrhein-westfälischen Landeshauptstadt Düsseldorf gelegen.

## Geschichte
Ausweislich seiner Ankersplinten wurde das Gebäude im Jahr 1627 erbaut. Es ist ein relativ frühes Beispiel für die Bebauung der Altstadt. Es wurde überwiegend als Gasthaus mit wechselnden Besitzern und Namen bewirtschaftet. Überliefert sind folgende Namen für das 19. Jahrhundert:
- Im Hahn vor 1809, Eigentümer Weinhändler Franz Reicharz[1]
- Die Stadt Münster ab 1809, Eigentümer Johann Hansen[1]
- Zum goldenen Churfürst um 1889, Mieter Franz Hauer[1]

Der jetzige Name des Gebäudes geht auf die letzte vorstehend angeführte Gaststätte zurück, die später unter Zum Kurfürsten bis Mitte des 20. Jahrhunderts betrieben wurde und bis dahin die älteste Gaststätte der Stadt war.
Am 6. Mai 1898 wurde hier der Düsseldorfer Spar- und Bauverein gegründet, aus dem später die Düsseldorfer Wohnungsgenossenschaft eG entstand. Der durch den Bauverein und die spätere Genossenschaft betriebene Wohnungsbau prägt bis heute große Teile Düsseldorfs. Heute befinden sich in dem Haus ein Ladenlokal und darüber Büros und Seminarräume. Heutige Eigentümerin ist die „Aachener Grundvermögen“ aus Köln.

## Kunstgeschichtliche Bedeutung
Die dreigeschossige und in fünf Achsen gegliederte Backsteinfassade verfügt über einen Stufengiebel. Die „gotische Tradition der (Staffel-)giebel“ wurde in Nord- und Mitteldeutschland auch in der Zeit der Hochrenaissance (ab Mitte des 16. Jahrhunderts) bewahrt. So lassen am Haus Zum Kurfürsten die Form der Kreuzstockfenster und der Staffelgiebel die Architektur in der „Tradition des 15. und 16. Jh“ erkennen. Die Gestaltung der Fassade in Backstein entsprach den Vorschriften der Düsseldorfer Bauordnung aus dem Jahre 1554. Die Mischung verschiedener Baumaterialien, Backstein für die Fassade und heller Haustein für Sims, Portal und Fensterrahmen, wie am Düsseldorfer Haus Zum Kurfürsten, sind typisch für Norddeutschland und sind stilistisch mit den Niederlanden verwandt. Die Dekoration einzelner Bauglieder wird bevorzugt – hier am Haus Zum Kurfürsten, das Portal, das als einziges Bauelement nicht gotisch ist – so „daß sie aus dem Gesamtorganismus herausfallen“.